# 聶斯特河沿岸鐵路

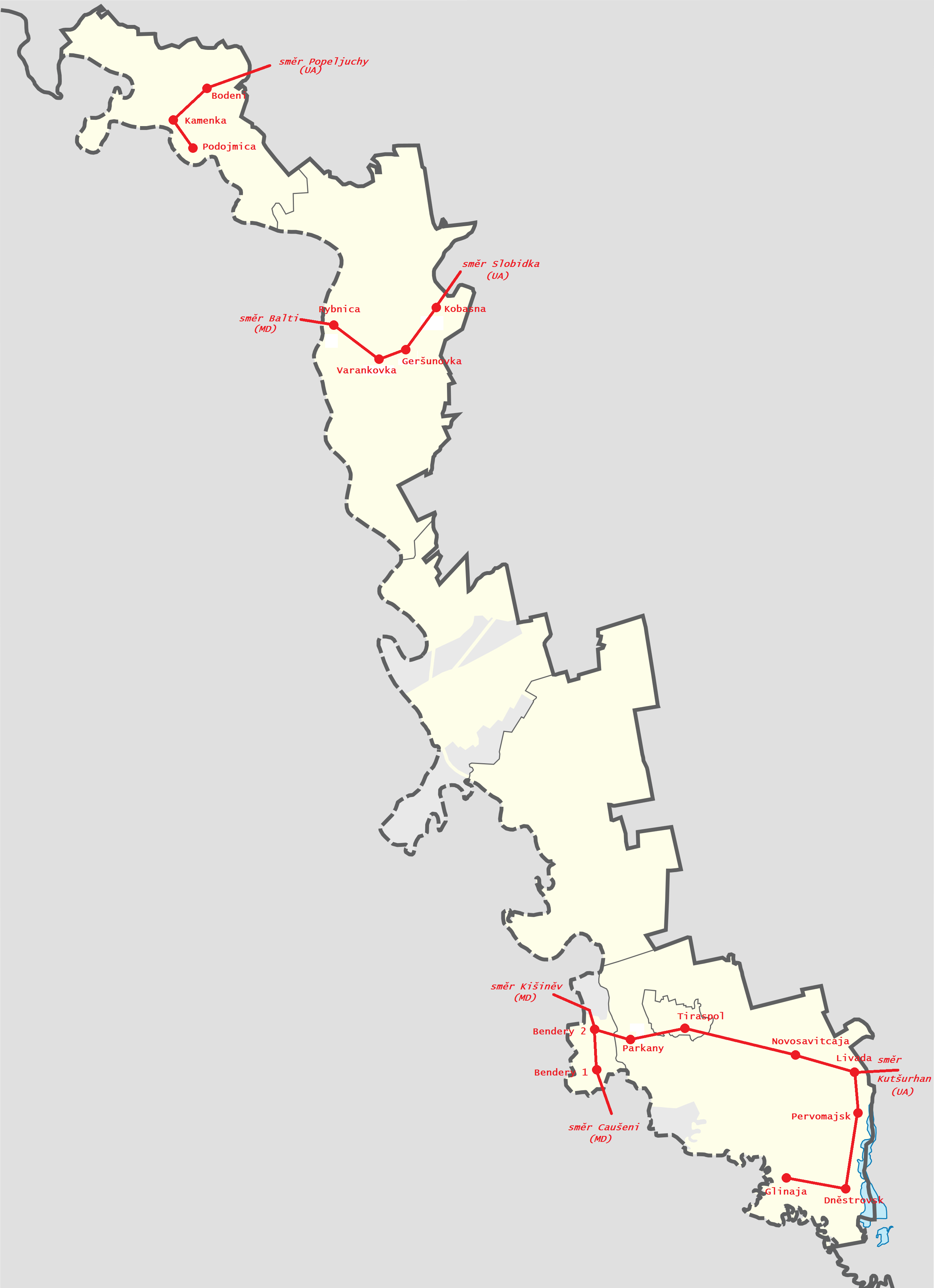
聶斯特河沿岸鐵路路線圖

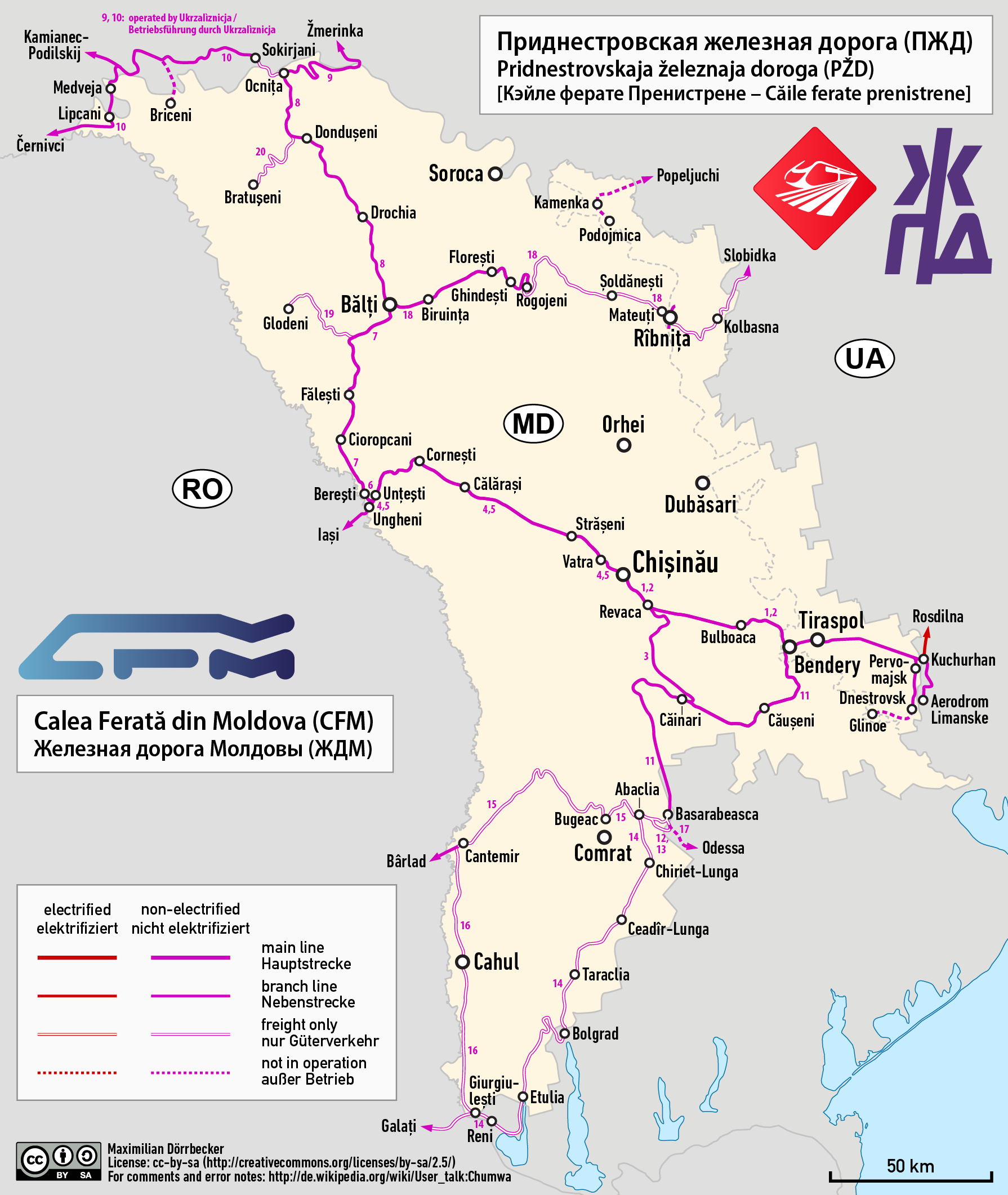

聶斯特河沿岸鐵路是經營管理聶斯特河沿岸國內鐵路的機構。聶斯特河沿岸國內首條條目通車於1867年。二戰期間，聶斯特河沿岸國內眾多鐵路設施都被拆除。戰後得到重建。2004年，由於摩爾多瓦和聶斯特河沿岸之間的關係惡化，聶斯特河沿岸鐵路自摩爾多瓦鐵路分離。